# Tebu
Tebu of Toeboe is een taal van de Nilo-Saharaanse taalfamilie. Het wordt voornamelijk gesproken door de ongeveer 380.000 Toeboe in Tsjaad en het zuiden van Libië, met twee belangrijke dialecten, Tedaga, gesproken door ongeveer 49.000 mensen en Dazaga, gesproken door ongeveer 331.000 mensen.